# 필리프 데겐
필리프 데겐 (Philipp Degen, 1983년 2월 15일, 바젤-란트 주 리슈탈 ~) 은 스위스의 전 축구 선수이다. 데겐은 주로 라이트 백으로 기용되나 레프트 백이나 우측 윙어로도 기용 가능하다. 데겐은 스위스 국가대표로 2006년 FIFA 월드컵에 출전하여 16강 진출을 경험하였고, UEFA 유로 2008에도 참가하였으나, 한 경기도 출전하지 못하였다.
그는 인근의 스위스 클럽 바젤에서 프로 데뷔를 하였고, 1군에서 4시즌간 활약하다가 도르트문트로 이적하였다. 그는 이 독일 클럽에서 3년을 보냈으며, 마지막 시즌의 대부분 기간을 부상으로 보냈다. 데겐은 2008년 7월 3일에 리버풀로 자유 이적하였으나, 리버풀에서도 역시 잦은 부상으로 비난의 대상이 되었다. 그의 리버풀 계약은 2011년 8월 31일 상호 계약 해지로 종료되었고, 이후 바젤로 귀환하였다.

## 클럽 경력

### 바젤
데겐은 1995년에 스위스 팀 바젤과 계약하면서 프로 축구 선수로 전향하였다. 그는 유소년 팀에서 5년을 보내다가 2001년에 1군 데뷔를 하였다. 성인 무대에서의 처음 4시즌 동안, 크리스티안 그로스 감독 하에 데겐은 바젤 1군으로 스위스 슈퍼리그 82경기, 스위스컵 1경기를 출전하였다.

### 아라우
2002-03 시즌동안, 필리프 데겐은 아라우로 임대되어 쌍둥이 형제인 다비트와 만나게 되었고, 16경기에 출전하였다.

### 도르트문트
데겐은 이후 독일 분데스리가의 도르트문트로 이적하여 3시즌을 머물게 되었고, 1군 68경기 출장을 기록하였으며, 1골을 넣었다. 데겐의 도르트문트 마지막 시즌인 2007-08 시즌은 잦은 부상으로 인해 16경기 출전에 그쳤다.

### 리버풀
2008년 7월 3일, 데겐은 보스만 자유 이적에 따라 리버풀과 4년 계약을 체결하였다. 라파엘 베니테스 리버풀 감독은 그를 "에너지 넘치고 승리의식을 갖춘 공격적인 선수이다. 그의 강점은 앞우로 전진하는 것이며 저는 그의 영입이 선수단에 질적인 보강임을 증명할 것이라고 자신합니다."라고 묘사하였다. 그의 이적에 대해, 데겐은 다음과 같은 인터뷰를 하였다.
"이 이적은 리버풀이 평범한 클럽이 아니기에 저에게는 도전입니다. 그들은 매년마다 우승 경쟁을 하고 챔피언스리그에 출전하는데, 팀에 적응하기 쉽지 않을 것임이 명백합니다. 리버풀 선수단은 이미 포지션별로 2명, 3명씩 차지하고 있습니다. 그러나, 제 플레이스타일은 전진하며 경기에 임하는 프리미어리그에 적합하다고 생각합니다."

2008년 7월 12일, 1-0으로 승리한 트랜미어 로버스와의 친선 경기에서 후반 시작에 교체로 출전하여 리버풀 선수로 첫 경기를 치르었다. 데겐은 2-1로 승리한 크루 알렉산드리아와의 풋볼 리그 컵 3라운드 홈경기에서 리버풀 소속으로 첫 주요 대회 데뷔전을 치르었으나, 사미 휘피애와의 충돌로 인해 갈비뼈 두개가 골절되었고, 폐에 기흉이 생겼고, 2달간 결장이 불가피하게 되었다.
2008년 11월 12일, 그는 2-4로 패한 토트넘 홋스퍼와의 리그컵 원정 경기에서 1군 복귀를 하였으나, 이번에는 중족골 부상을 당하였다. 데겐은 경기 후 다음과 같은 인터뷰를 하였다. "이는 제게 일어날 수 있는 최악의 일입니다," … "저는 락커룸에서 눈물이 나왔습니다. 토트넘의 가레스 베일이 저에게 악질적인 태클을 걸었고, 저는 페널티킥 조차도 얻어내지 못했습니다. 그러나, 제 발뼈는 망가져 버렸고, 저는 또다시 4주에서 6주동안 출전할 수 없습니다. 이것은 제게 일어날 수 있는 가장 슬픈 일입니다. - 저는 제가 과거에 무슨 과오를 저질렀는지 질문을 던집니다."
2009년 1월, 데겐은 2-2로 비긴 맨체스터 유나이티드 리저브팀과의 경기에서 득점한 뒤 또다시 중족골 부상을 당하였다. 2009년 5월 9일, 그는 3-0으로 이긴 웨스트햄 유나이티드 불린 그라운드 원정 경기에 복귀하였으나, 결장하였다.
안필드에서의 14개월만에, 데겐은 2009년 9월 12일, 4-0으로 이긴 번리와의 경기에서 60분에 글렌 존슨과 교체 투입되며 프리미어리그 첫 출전을 하였다.
2009년 9월 22일, 데겐은 1-0으로 이긴 리즈 유나이티드와의 엘런드 로드 리그 컵 원정 경기에서 선발로 출전하였다. 아스널과 만난 같은 대회의 다음 라운드에서, 그는 리버풀 선수로 또다시 선발 출전하였으나, 팀은 1-2로 패하였다. 2009년 10월 31일, 데겐은 풀럼과의 원정 경기에서 부상당한 글렌 존슨을 대신하여 처음으로 프리미어리그 선발 출전을 하였다. 그는 1-3으로 패한 이 경기에서 클린트 뎀프시에게 79분에 한 반칙으로 퇴장당하였다. 글렌 존슨이 또다시 부상당하자, 데겐은 리버풀 선수로 더 많이 기용되었는데, 그는 라이트 백이나 우측 미드필더로 배치되었다. 토트넘 홋스퍼에게 2-0로 승리한 후, 데겐은 "저는 자신을 더 많이 개선시킬수 있다고 생각합니다. 저는 리버풀 이적 후 부상으로 인해 기량을 만개하지 못하였고, 저는 앞으로도 보여줄 것이 더 많다고 생각합니다. 저는 제 잠재력의 60%밖에 사용하지 못하였고, 향후에 더 많이 보여주고 싶습니다."라며 경기의 승리와 자신의 활약에 대해 만족감을 드러냈다. 2010년 2월 10일, 데겐은 아스널과의 에미리츠 스타디움 원정에서 선발로 출전하였다. 2010년 4월 19일, 웨스트햄 유나이티드와의 안필드 홈경기에서 막판 13분을 출전하였고, 팀은 3-0으로 이겼다.

### 슈투트가르트
2010년 7월 21일, 로이 호지슨 리버풀 신임 감독은 데겐과 대화를 통해 새 클럽으로 이적할 권한을 부여하였고, 2010년 8월 8일, 그는 시즌 말까지 슈투트가르트로 임대 이적하는 것이 확정되었다. 그러나, 그는 슈투트가르트에서 5번의 리그 경기에 출장하는데 그쳤다.

### 바젤로 귀환
2011년 8월 31일, 리버풀은 데겐의 방출을 발표하였다. 얼마 지나지 않아, 그는 당시 바젤 감독인 토르스텐 핑크에 그가 고향 클럽의 1군에 들어가기에 적합한지 제의하였다. 핑크는 2011년 10월에 클럽을 떠났고, 하이코 포겔은 2011년 11월 20일에 그에게 계약을 제의하였다. 바젤로 돌아온 후, 그의 첫 경기는 빌과의 스위스컵 경기였다. 그는 이 경기에서 2-2 동점골을 뽑아내었고, 바젤은 연장전 끝에 3-2로 이겼다. 그는 1-0으로 승리한 루체른과의 장크트 야콥 파크 홈경기에서 복귀 후로는 처음으로 홈그라운드를 밟았다. 2011-121 시즌 종료 후, 데겐은 바젤에서 리그와 컵 더블을 달성하였다.
2012-13 시즌 종료 후, 데겐은 바젤에서 리그 우승과 스위스컵 준우승을 기록했다. UEFA 유로파리그 2012-13에서 바젤은 준결승전까지 진출하였으나, UEFA 챔피언스리그 우승팀 첼시에게 합계 2-5로 패해 탈락하였다.

## 국가대표팀 경력
데겐은 전 스위스 U-17, U-19, U-20, 그리고 U-21 국가대표로, 스위스 여러 연령대의 청소년 국가대표팀을 거쳤다. 2001년 2월 10일, 그는 2-1로 이긴 터키 U-17 국가대표팀과의 경기에서 스위스 U-17 국가대표 첫 경기를 치르었다. 그의 U-21 국가대표팀 데뷔전을 2003년 8월 20일, 1-1로 홈에서 비긴 프랑스 U-21 국가대표팀과의 경기였다.
데겐은 스위스 국가대표로 2006년 FIFA 월드컵에 참가하였고, 팀은 우크라이나와의 16강전에서 승부차기 끝에 패하였다. 시즌 대부분 기간을 부상으로 보냈음에도 불구하고, 데겐은 UEFA 유로 2008에 참가한 스위스 국가대표팀의 일원이 되었다. 그러나, 개최국은 조별 리그에서 탈락하였고, 데겐은 한 경기도 출장하지 못하였다. 그는 오트마어 히츠펠트가 국가대표팀 감독으로 부임한 이래 국가대표로 차출된 적이 없었는데, 이는 신임 감독이 슈테판 리히트슈타이너나 발론 베흐라미 등의 신예를 중용한 데에 있었다.

## 사생활
그의 쌍둥이 형제인 다비트도 축구 선수이며 바젤에서 활동했었다.

## 통계
2013년 12월 14일 기준
| 클럽          | 시즌    | 스위스 슈퍼리그 | 스위스 슈퍼리그 | 스위스컵 | 스위스컵 | --     | --     | 유럽 | 유럽 | 합계 | 합계 |
| 클럽          | 시즌    | 출장            | 골              | 출장     | 골       | 출장   | 골     | 출장 | 골   | 출장 | 골   |
| ------------- | ------- | --------------- | --------------- | -------- | -------- | ------ | ------ | ---- | ---- | ---- | ---- |
| 바젤          | 2001–02 | 3               | 0               | 1        | 0        |        |        | 1    | 0    |      |      |
| 바젤          | 2002–03 | 16              | 0               |          |          |        |        | 1    | 0    |      |      |
| 아라우 (임대) | 2002–03 | 16              | 0               |          |          |        |        | -    | -    |      |      |
| 바젤          | 2003–04 | 32              | 4               | 3        | 0        |        |        | 4    | 0    |      |      |
| 바젤          | 2004–05 | 31              | 0               | 3        | 0        |        |        | 10   | 0    |      |      |
| 합계          |         | 98              | 4               | 7        | 0        |        |        | 16   | 0    | 121  | 4    |
|               |         | 분데스리가      | 분데스리가      | DFB-포칼 | DFB-포칼 | --     | --     | 유럽 | 유럽 | 합계 | 합계 |
| 도르트문트    | 2005–06 | 31              | 1               | 1        | 0        |        |        | 2    | 0    |      |      |
| 도르트문트    | 2006–07 | 27              | 0               | 2        | 0        |        |        | -    | -    |      |      |
| 도르트문트    | 2007–08 | 10              | 0               | 2        | 0        |        |        | -    | -    |      |      |
| 합계          |         | 68              | 1               | 5        | 0        |        |        | 2    | 0    | 75   | 1    |
|               |         | 프리미어리그    | 프리미어리그    | FA컵     | FA컵     | 리그컵 | 리그컵 | 유럽 | 유럽 | 합계 | 합계 |
| 리버풀        | 2008–09 | 0               | 0               | 0        | 0        | 2      | 0      | 0    | 0    | 2    | 0    |
| 리버풀        | 2009–10 | 7               | 0               | 1        | 0        | 2      | 0      | 0    | 0    | 10   | 0    |
| 합계          |         | 7               | 0               | 1        | 0        | 4      | 0      | 0    | 0    | 12   | 0    |
|               |         | 분데스리가      | 분데스리가      | DFB-포칼 | DFB-포칼 | --     | --     | 유럽 | 유럽 | 합계 | 합계 |
| 슈투트가르트  | 10–11   | 5               | 0               | 1        | 0        |        |        | 2    | 0    | 8    | 0    |
| 합계          |         | 5               | 0               | 1        | 0        |        |        | 2    | 0    | 8    | 0    |
|               |         | 스위스 슈퍼리그 | 스위스 슈퍼리그 | 스위스컵 | 스위스컵 | --     | --     | 유럽 | 유럽 | 합계 | 합계 |
| 바젤          | 2011–12 | 9               | 1               | 1        | 1        |        |        | 0    | 0    | 10   | 2    |
| 바젤          | 2012–13 | 21              | 3               |          |          |        |        |      |      |      |      |
| 바젤          | 2013–14 | 10              | 0               | 3        | 0        |        |        | 4    | 1    | 17   | 1    |
| 합계          |         | 40              | 4               | 1        | 1        |        |        | 0    | 0    | 2    | 1    |
| 경력 합계     |         | 218             | 9               | 18       | 1        | 4      | 0      | 24   | 1    | 240  | 10   |

## 수상
바젤
- 스위스 슈퍼리그 / 나티오날리가 A: 2001-02, 2003-04, 2004-05, 2011-12, 2012-13, 2013-14
- 스위스컵: 2002-03, 2011-12
- 우어렌컵: 2013